# Kham

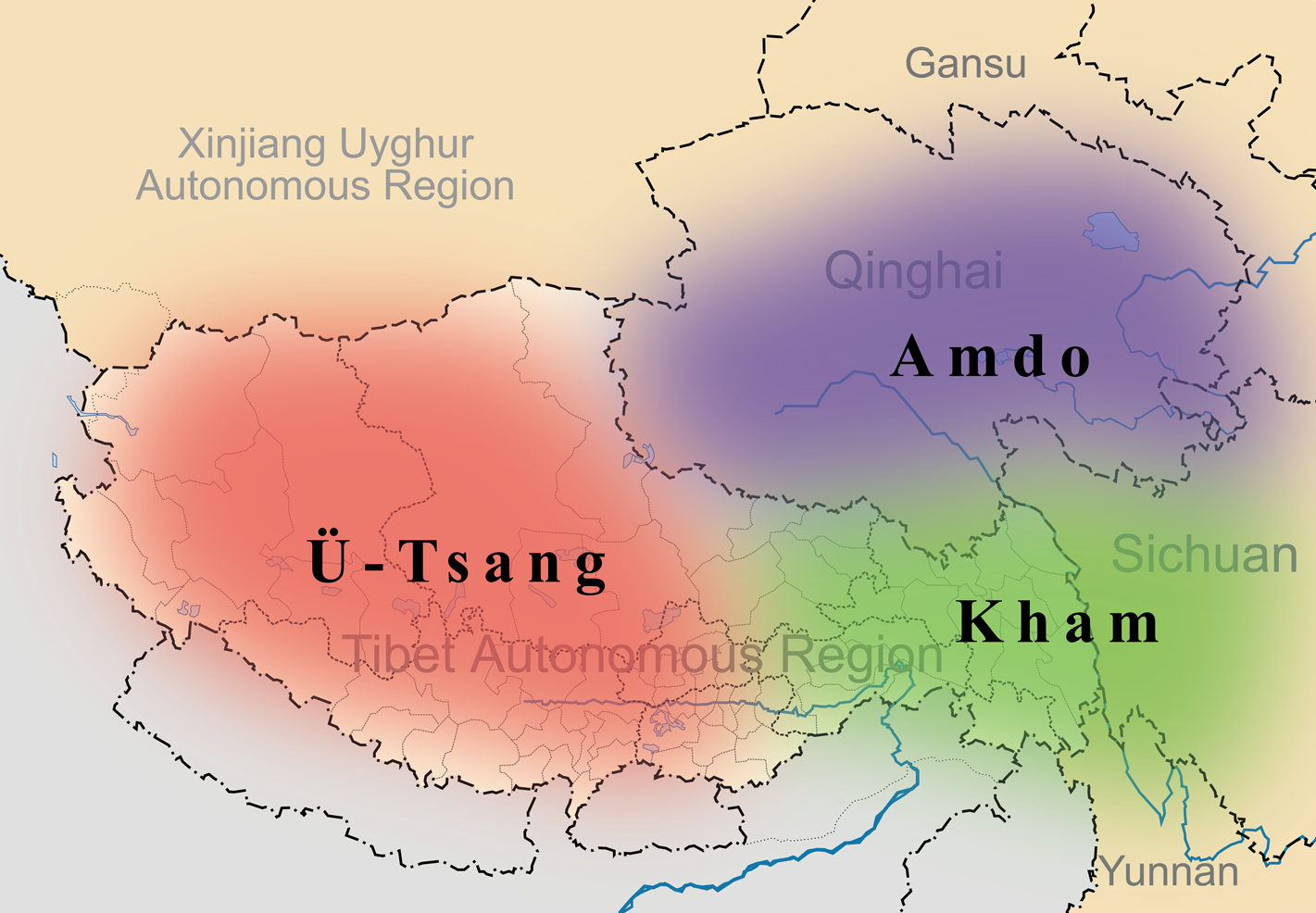
L'area del Kham

Il Kham (lingua tibetana: ཁམས་ khams, lingua cinese: 康, Pinyin: Kang) è una vasta regione storica situata ad est del Tibet centrale. Vista l'affinità tra le usanze e le tradizioni di buona parte dei suoi abitanti e quelle dei tibetani, il Kham può essere considerato una provincia culturale del Tibet.
Le frequenti guerre che hanno contrapposto le varie tribù che lo compongono non hanno mai visto nessuna di queste prevalere ed il Kham non ha mai avuto un'amministrazione centrale propria. Ha dovuto subire alternativamente le invasioni tibetane e cinesi, e l'emarginazione a cui i due stati lo hanno confinato, ma per molti secoli i re (gyampo) delle sue tribù sono riusciti a governare autonomamente i loro territori.

## Popolazione
La popolazione del Kham, detta khampa o khamba, è composta da 14 gruppi etnici, alcuni dei quali hanno acquisito la cultura tibetana ma gli altri hanno culture e lingue diverse. Nessuna di queste tribù è contemplata fra i 56 gruppi etnici ufficialmente riconosciuti dalla Cina, e malgrado la loro diversità sono stati inclusi tutti nel gruppo etnico tibetano. Dopo l'invasione cinese e la conseguente "cinesizzazione" a cui è stato sottoposto, vivono attualmente nel Kham anche molti rappresentanti dell'etnia Han.

## Geografia
Il territorio khampa comprende la parte orientale della Regione Autonoma del Tibet, nella quale si estende in venticinque contee, quella occidentale del Sichuan, in sedici contee, ed alcune parti delle province cinesi del Qinghai, in sei contee, e Yunnan, in tre contee.
Anche il territorio è assimilabile a quello del Tibet essendo prevalentemente montagnoso, il Kham è anche conosciuto come la terra dei "quattro fiumi e delle sei catene montuose", in tibetano "chuzhi gangdruk". I corsi d'acqua che lo attraversano sono quelli del Fiume Azzurro, del Mekong, dello Yalong e del Salween.

## Storia
Verso la fine del VI secolo d.C. si era affermato il regno Bainang (lupo bianco) di etnia qiang, che aveva conquistato buona parte del territorio Kham.

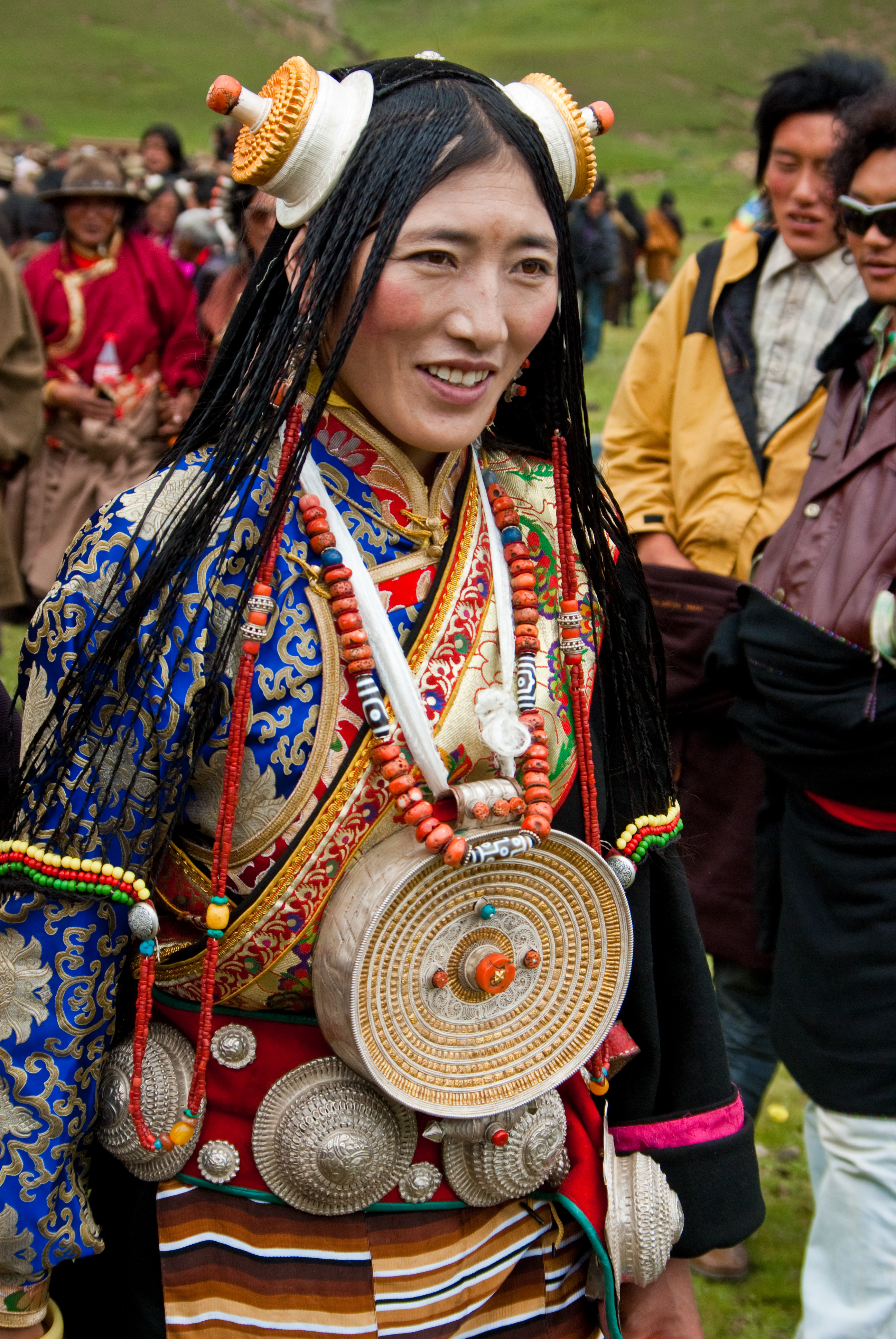
Una donna khampa

### L'occupazione tibetana
Nel settimo secolo l'armata tibetana del re Songtsen Gampo si impadronì di tutto il Kham, nella sua marcia trionfale che le permise di assoggettare anche il vicino Amdo, buona parte dell'Asia centrale e vasti territori dell'impero cinese, allora retto dalla dinastia Tang, il re sposò inoltre la figlia dell'imperatore per suggellare la pace con la Cina.
Nei secoli successivi il Tibet consolidò il suo dominio nel Kham introducendo anche la sua religione, il buddhismo tibetano. Nell'821 il re tibetano firmò un trattato di pace e non-aggressione con l'imperatore cinese.
Fu proprio durante il periodo in cui il credo buddhista si stava affermando che l'impero tibetano si indebolì fino al crollo della dinastia nell'842, a cui seguì la perdita di gran parte delle province conquistate ed il frazionamento del territorio rimasto in diversi regni.

### Sgretolamento dell'impero tibetano, l'influenza cinese e la rinascita del buddhismo
Con la fine del dominio tibetano gran parte del Kham cadde sotto la sfera d'influenza cinese ed i suoi feudatari si spartirono le terre, si opposero vittoriosamente ai tentativi tibetani di riconquista, si procurarono una sorta di indipendenza con l'acquisizione di titoli ereditari che l'imperatore cinese concesse senza interferire sui loro affari interni, e ripresero a scontrarsi tra loro con numerose guerre.
La fine dell'impero tibetano fu decretata dalla contrapposizione tra i buddhisti ed i seguaci della religione bön, questi ultimi avevano preso il sopravvento e cacciato da Lhasa tutti i monaci buddhisti, dando inizio a una serie di lotte intestine che portarono allo sgretolamento dello stato. Il buddhismo tibetano si riorganizzò nel Kham, nell'Amdo e soprattutto nel Tibet sud-occidentale, che svolse un ruolo da protagonista nella rinascita di tale credo in Tibet verso l'anno 1000. 
Secondo il poema epico di re (gyalpo) Gesar del regno tibetano di Ling, nel Kham orientale, alla fine del XII secolo questi intraprese una serie di guerre vittoriose, tra cui una che sottomise gran parte del Kham. Anche se questa leggenda è priva di riscontri storici, la realtà era che in quegli anni l'influenza tibetana nel Kham aveva ripreso vigore.

### Prima invasione mongola del Tibet
Agli inizi del XIII secolo le armate del condottiero mongolo Gengis Khan sconvolsero l'Asia e in particolare assoggettarono sia il Tibet che la Cina.
I khampa, forgiati da secoli di guerre intestine, si erano fatti la fama di grandi combattenti, e Gengis Khan preferì farseli alleati anziché tentare di sottometterli.
In seguito la Cina ed il Tibet furono trasformati in protettorati mongoli, e nel 1271 divenne imperatore cinese Kublai Khan, nipote di Gengis e fondatore della dinastia Yuan. Fece del Tibet un protettorato dei cinesi ed è da allora che questi reclamano il controllo del paese. I tibetani dal canto loro affermano che le dinastie imperiali cinesi che sono venute dopo quella Yuan, estintasi nel 1368, non hanno esercitato il protettorato del Tibet, che è rimasto invece appannaggio dei mongoli fino al 1720.
Verso il 1600 una serie di incursioni nel Kham dei Naxi dello Yunnan, a quel tempo vassalli dei cinesi, mise in pericolo le frontiere meridionali tibetane e il governo di Lhasa fece costruire degli avamposti a scopo di protezione.
Nel XVII secolo il regno tibetano di Derge, uno dei tanti mini-stati del Kham orientale, si ingrandì assorbendo i vicini regni di Ling e di Ben, divenendo l'entità territoriale più importante del Kham.

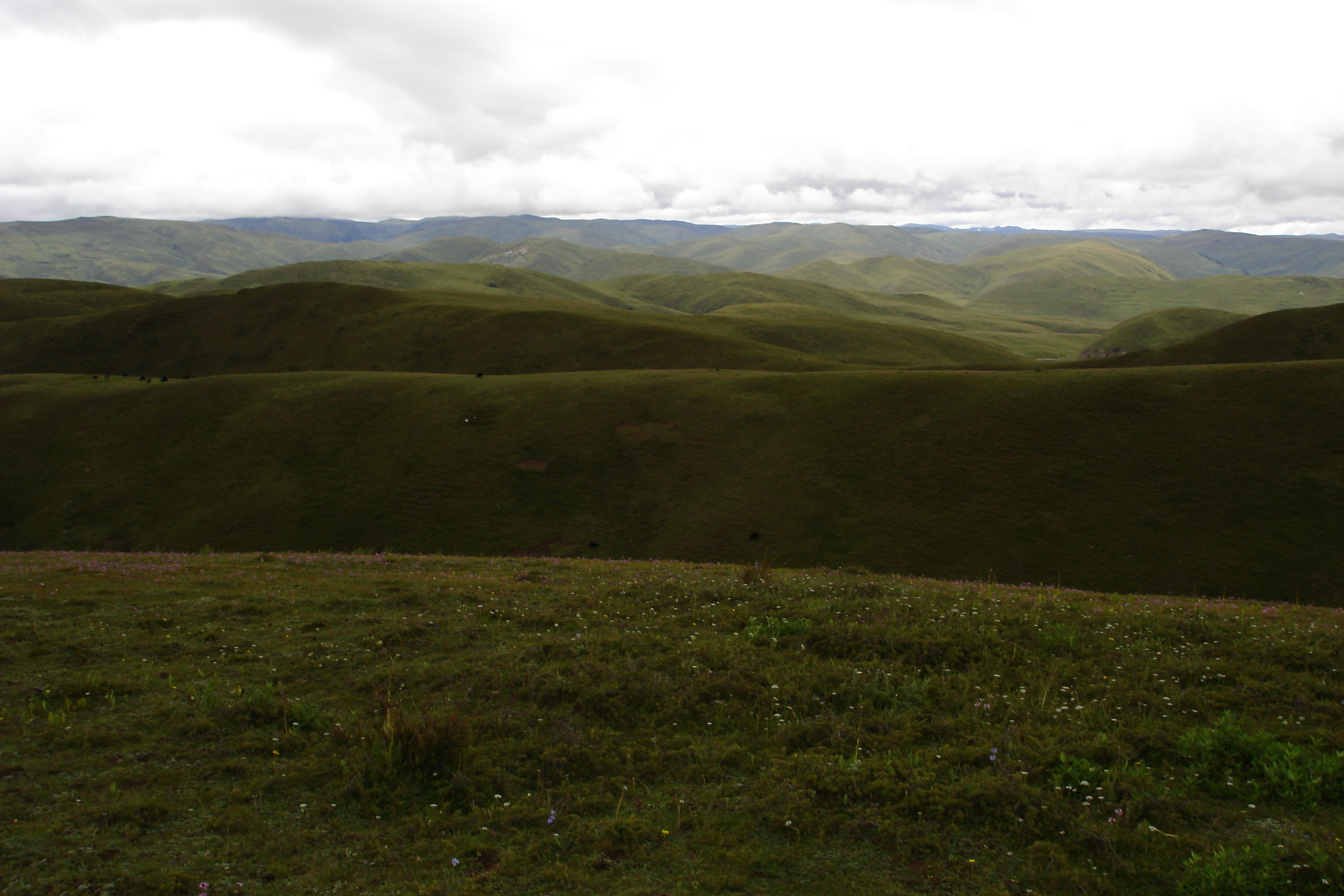
Un suggestivo angolo del Kham

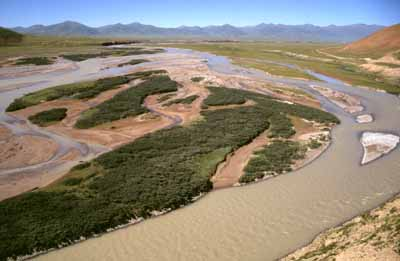
Il Fiume Azzurro (Dri Chu) nel Kham

### La seconda invasione mongola
Nel 1640 si registrò l'invasione del Tibet da parte delle truppe di Gushri Khan, re degli hošuud, un popolo della Mongolia. Questi, su invito del quinto Dalai Lama, sconfisse il nemico del patriarca, il re dello Tsang, e occupò il Kham orientale e l'Amdo dove quest'ultimo si era alleato con alcuni feudatari locali. In seguito a tali avvenimenti il re mongolo riunificò il Tibet, fece atto di sottomissione al Dalai Lama e gli affidò il potere politico e spirituale del paese, ottenendone in cambio il controllo dell'esercito ed il titolo formale di re del Tibet.
Nel 1717 un altro popolo di origine mongola, gli Dzungar, furono chiamati dai tibetani per cacciare le armate del nipote di Gushri Khan, Lha-bzang Khan, inviso alla popolazione per aver destituito il sesto Dalai Lama. Gli Dzungar invasero il Tibet e uccisero Lha-bzang, ma si resero protagonisti di barbarie tali che i tibetani per liberarsene si videro costretti a chiedere l'aiuto dei cinesi, il cui imperatore Kangxi inviò delle truppe che presero Lhasa nel 1720. Ebbe così termine dopo cinque secoli il dominio mongolo nel Tibet.

### Lo spartizione del Kham tra cinesi e tibetani
Fu questa probabilmente la prima volta che i tibetani dovettero pagare un tributo ai cinesi, nel 1728, in segno di riconoscenza, il Tibet cedette la maggior parte del Kham orientale che fu inglobata nelle province del Sichuan e dello Yunnan. Ai capi tribù locali, tra i quali figurava il re di Derge, fu concesso di continuare a governare come vassalli dell'imperatore cinese con larghi margini di autonomia. Sempre nel XVIII secolo la zona nord del Kham chiamata Yushu entrò a far parte della provincia cinese del Qinghai.
Nel XIX secolo uno di questi feudatari, Am-Long, capo del villaggio di Nyarong nel Kham orientale, approfittò delle guerre in cui erano coinvolti il Tibet e la Cina, retta ora dalla dinastia Qing, per impossessarsi dell'intero Kham e crearvi un governo, parallelo a quelli ufficiali tibetano e cinese, che durò trent'anni. Fu solo nel febbraio del 1863 che l'esercito tibetano pose fine alla rivolta sconfiggendo l'armata di Am-Long e mettendolo a morte. Divenne una sorta di eroe nazionale dei khamba, che da quel momento presero a vedere i tibetani come dei tiranni.

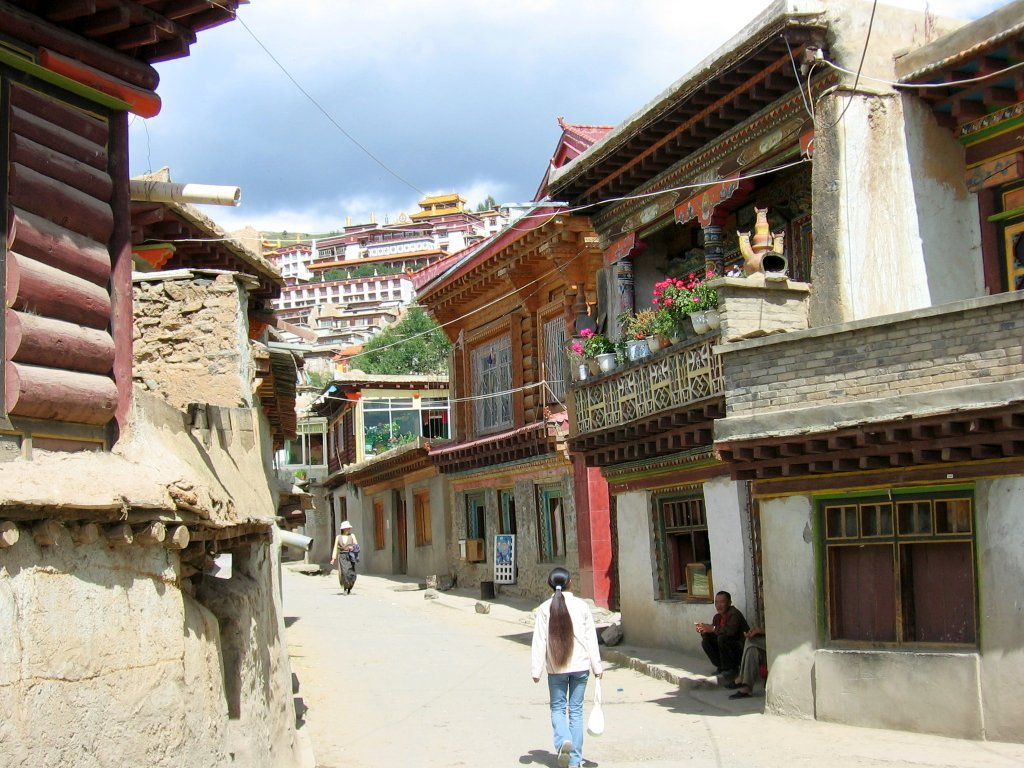
Architettura tradizionale nella prefettura di Garzê nel Kham orientale

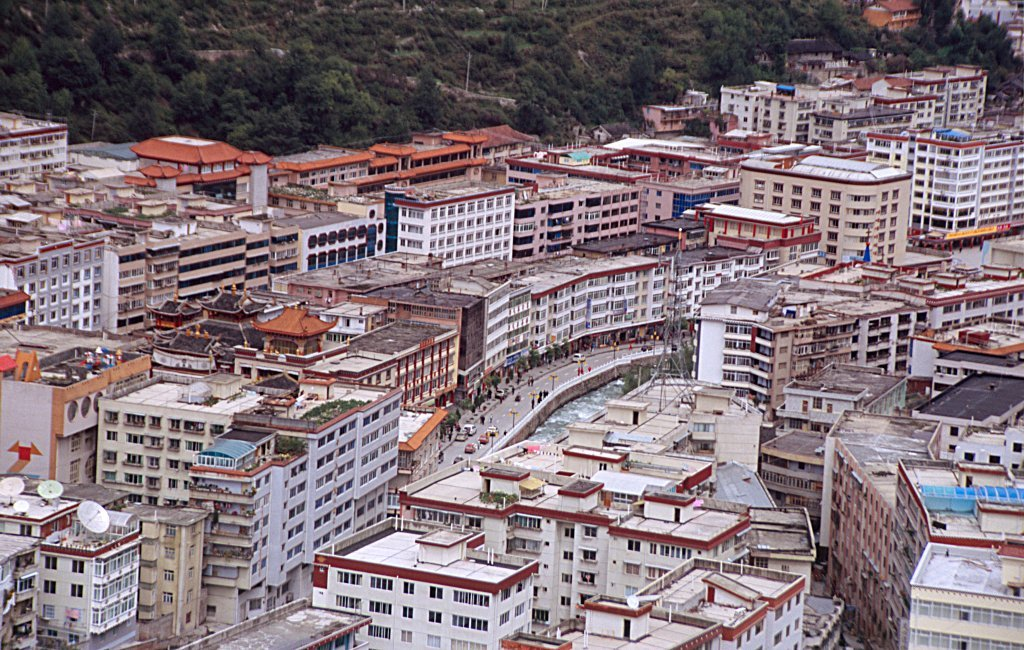
Architettura moderna a Kangding, la capitale del Garzê

### L'ingerenza britannica nei rapporti sino-tibetani
Nel 1903 le truppe britanniche al comando del colonnello Francis Younghusband occuparono il Tibet per prevenire la possibile assimilazione del paese nella sfera d'influenza dei russi e stabilire accordi commerciali. Nei loro intenti vi era anche quello di sottrarre il Tibet all'influenza cinese.
La vittoriosa spedizione durò un anno e l'esercito invasore si ritirò lasciando sul campo 5 000 vittime tibetane contro le sole 5 britanniche. Il 7 settembre 1904 fu firmato un accordo tra le autorità tibetane e quelle britanniche che conferiva a queste ultime il diritto di ingerenza sui rapporti internazionali del Tibet.
Questo episodio contribuì a destabilizzare il paese che appariva ora più vulnerabile, e la Cina, già sconfitta dai britannici nelle guerre dell'oppio pochi anni prima, per arginarne il dilagare e nel timore che il Tibet ne diventasse una colonia, approfittò dell'indebolimento per cercare di espandersi nel Kham e nello stesso Tibet.
Alle conquiste territoriali si accompagnò il tentativo di sinizzare il Kham, che portò a delle rivolte represse nel sangue dai cinesi. Malgrado la strenua resistenza dei khampa, tra i quali i monaci buddhisti, che si distinsero negli scontri con le truppe imperiali, i cinesi si assicurarono tutto il Kham orientale, che si estende ad est del Fiume Azzurro.
Quando nel 1911 stava per iniziare l'offensiva contro quello occidentale, il millenario impero cinese crollò, travolto dalla rivoluzione Xinhai promossa dai gruppi nazionalisti, socialisti e repubblicani riunitisi nell'associazione chiamata Tongmenghui, ed al suo posto fu costituita la repubblica cinese.
Negli anni immediatamente successivi truppe appartenenti a signori della guerra del Sichuan ripresero l'invasione del Kham che fu facilmente respinta dalle truppe tibetane.
Per definire i confini tra Cina, Tibet e India britannica nel 1914 fu convocata una conferenza a Simla, in base alla quale i tibetani acconsentirono a cedere il territorio che forma la maggior parte dell'attuale Himachal Pradesh ai britannici, dai quali ottennero il beneplacito sulla frontiera sino-tibetana di quel momento, ma i cinesi contestarono le linee di demarcazione e non firmarono, lasciando la questione irrisolta.
Nel 1930 i tibetani riconquistarono alcuni territori ad est del Fiume Azzurro, ma i cinesi li ripresero nel 1932, la tregua che fu firmata in ottobre stabilì il nuovo confine tra Cina e Tibet lungo il fiume. La parte cinese del Kham formò una nuova provincia chiamata Xikang (西康省).
Gli scontri che si registrarono prima di fine anno fece ammettere ai governi di Lhasa e Pechino di non riuscire a controllare rispettivamente le forze khampa e quelle del Sichuan, e si venne a creare sui due lati del fiume una sorta di stato cuscinetto diviso al suo interno in zone governate da principi, abati e re locali.
Nel 1933 5 000 guerriglieri khampa saccheggiarono la città di Lijiang nello Yunnan, inoltre i khampa orientali rifiutarono di riconoscere l'autorità e la valuta cinese, tentando invano anche di istituire forme di auto-governo nella città meridionale di Batang e nel nord della regione tra il 1931 ed il 1939.

### L'invasione cinese
Nel 1950 dopo che la rivoluzione del 1949 dei comunisti di Mao Tse-tung aveva rovesciato il regime istituito nella repubblica cinese dal leader nazionalista Chiang Kai-shek, 40 000 soldati dell'esercito popolare di liberazione della neonata repubblica popolare cinese, occuparono la parte occidentale del Kham a cui venne dato il nome di Qamdo ed assegnato la status di territorio a statuto speciale.
L'anno seguente il governo tibetano fu costretto a ratificare l'accordo dei 17 punti proposto dai cinesi e a capitolare senza combattere.

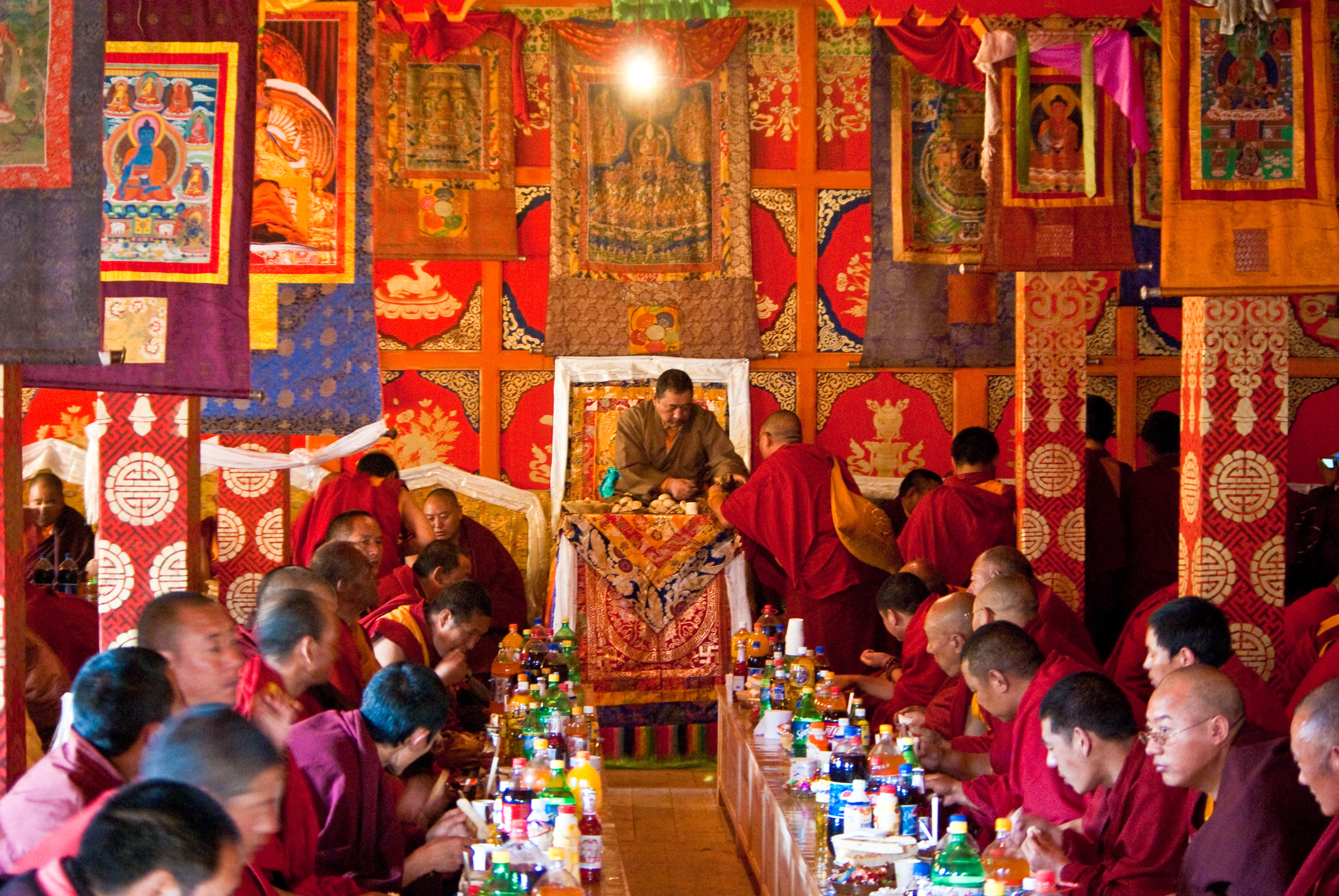
Una riunione di monaci buddhisti tibetani nel Kham

Tale accordo prevedeva il rispetto delle tradizioni tibetane ed un graduale inserimento delle politiche cinesi nella realtà locale ma non valeva per i territori khamba che facevano già parte della Cina. Le pesanti imposizioni nella regione provocarono rivolte duramente sedate dai cinesi, che arrivarono a bombardare con l'aviazione i monasteri in cui si erano asserragliati i khamba ribelli. Vennero anche imposte pesanti tasse sui monasteri, sia per indebolirli come centri di potere che per finanziare le costose campagne di occupazione.
In questa fase la repubblica cinese di Chiang Kai-shek, che si era ricostituita a Taiwan, fornì armi e denaro alla guerriglia, le cui file si ingrossarono e le cui azioni si moltiplicarono. Ciò portò all'inasprimento delle misure governative, che raggiunsero alti livelli di repressione, tra il 1956 ed il 1957 nella sola zona di Garzê, sul lato orientale del Fiume Azzurro, persero la vita 4 500 persone. Una buona parte dei khamba si rifugiò a Lhasa ma la resistenza non cedette e causò grosse perdite tra le truppe di Pechino.
Le autorità governative furono costrette ad ammettere che le scelte operate nel Kham erano state un fallimento e si sedettero al tavolo dei negoziati con i ribelli, le cui proposte prevedevano un rinvio di sei anni delle riforme ed il ritiro dell'esercito dal Tibet. La tregua diede respiro alle forze cinesi che si ritirarono dal Tibet ma furono dispiegate, col disappunto dei khamba, nel Kham orientale, il Xikang, che venne annesso alla provincia del Sichuan.
La lotta riprese con violenza tra le truppe cinesi e la guerriglia che, vistasi tradita dagli sviluppi del ritiro cinese dal Tibet e dalla passività delle autorità tibetane, infiltrò diversi agenti a Lhasa nel tentativo di sobillare la rivolta anche tra le masse popolari tibetane. Intanto le città Khamba si spopolavano, la popolazione di Golok nell'Amdo si ridusse dalle 120 000 persone del 1957 alle 6 000 del 1963.
Nel 1965 il territorio di Qamdo, il Kham occidentale, fu inglobato nella regione autonoma del Tibet.

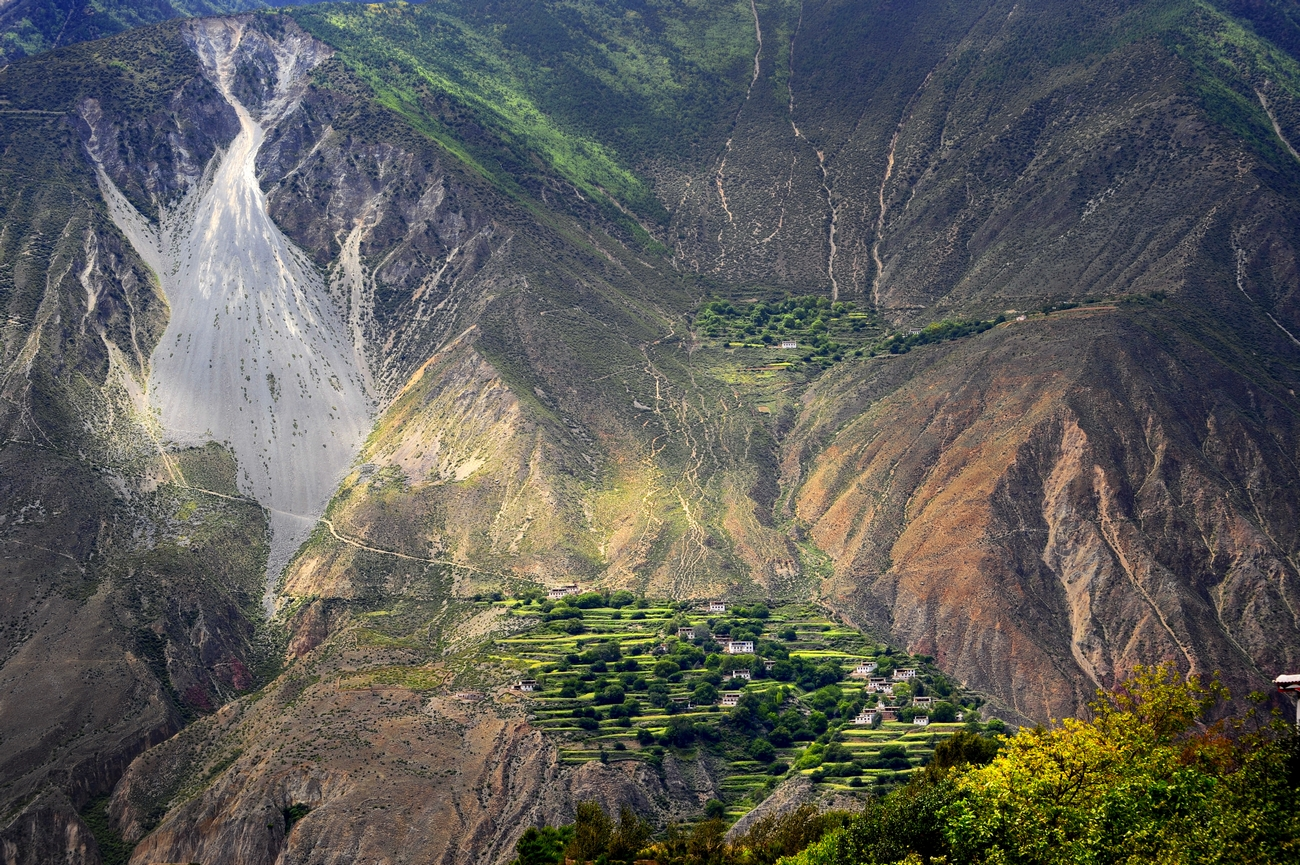
La contea di Markam nel Kham occidentale

I khamba infiltrati in Tibet formarono la Chushi Gangdruk, la più grande organizzazione guerrigliera del Tibet, che a partire dal 1957 ricevette armi e assistenza dagli USA. Nel 1959 promossero gli scontri che sconvolsero Lhasa, una vera battaglia che ebbe come conseguenza la recrudescenza della repressione cinese. In seguito i guerriglieri si concentrarono dapprima nel sud del paese, e poi stabilirono le loro basi nel nord del Nepal.
Ci vollero 15 anni per ridurre alla quasi inoffensività la Chushi Gangdruk, ed i cinesi hanno raggiunto tale scopo con la normalizzazione dei rapporti diplomatici con gli Stati Uniti, cui ha fatto seguito l'interruzione della collaborazione americana con la guerriglia.
Si calcola che dall'inizio dell'invasione sia stato compiuto il genocidio di circa 1 200 000 tibetani e distrutti 6 000 monasteri, a queste accuse i cinesi tuttora replicano che questo era il prezzo da pagare per sradicare il sistema feudale, la servitù della gleba e lo schiavismo dal paese.
Gli scontri nel Kham proseguono ancora ai giorni nostri, in particolar modo per protestare contro le restrizioni religiose operate nei monasteri dalla politica di Pechino.

## Terremoto dello Yushu
Nell'aprile del 2010 una serie di scosse sismiche, che hanno toccato la magnitudo di 6,9 Mw ha devastato la zona di confine tra la provincia del Qinghai e la Regione Autonoma del Tibet, un'area che per tradizione fa parte del Kham settentrionale. Il tragico evento, conosciuto come il terremoto dello Yushu, ha causato la perdita di circa 3 000 vite umane ed ingenti danni agli edifici ed alle infrastrutture.